# Río Effra
El río Effra es un antiguo conjunto de arroyos del sur de Londres, Inglaterra, canalizado y utilizado principalmente para el alcantarillado pluvial. Había sido afluente del Támesis. Sus aguas de captación, cuando no se drenan a pozos de absorción de acuíferos y desagües de aguas superficiales, se han incorporado a sectores de alcantarillado mixto construidos en la década de 1850, ideados por Sir Joseph Bazalgette. Uno de ellos desagua en Peckham y el otro en Brixton. Estos generalmente fluyen hacia el este para ser tratados en Crossness.
Cuando llueve, estos sectores pueden rebosar y desbordarse a propósito en dos alcantarillas de Effra que reflejan un distributario conocido y, a partir del estudio de los registros medievales, uno sospechoso. Al menos cuatro de estos ramales pueden funcionar para permitir el desbordamiento, en contraposición al flujo normal, y se desconoce cuántos distributarios de Southwark funcionaban antes de que se realizara el desvío conocido a Vauxhall en el siglo XIII. Los desbordamientos llegan a dos desbordamientos de alcantarillado mixto que descargan en el túnel Thames Tideway. A finales del siglo XIII, un corte hacia los puntos del compás (entonces un dique) fue excavado para atravesar una llanura baja de la parroquia de la franja de Lambeth y es emulado por una sección clave del alcantarillado interceptor de bajo nivel del sur.

## Etimología
La etimología del nombre "Effra" ha sido muy discutida. No hay pruebas de que se aplicara al arroyo antes de finales del siglo XVIII, y los nomenclátores de principios del XIX no le daban nombre. Un mapa de 1744 lo denomina "Shore" (orilla), y también "Brixton Creek" (arroyo Brixton) y "the Wash".
Sugerencias poco probables incluyen la de Ruskin, que era "acortado de [la palabra latina] Effrena", que era del celta "yfrid", o que derivaba del anglosajón efer o efre, "bank" (orilla). Bonner menciona "heah efre" ("high bank", orilla alta) en una carta de 693 d. C. que registra un lugar a orillas del Támesis.
Una sugerencia de 1956 es la corrupción lingüística de "Heathrow", un pequeño y tardío señorío subinfeudado de 70 acres al sur de Coldharbour Lane y al este del Effra Road (una denominación victoriana). En la década de 1790 ya se conocía como Effra Farm. Existen pruebas de que el nombre se aplicó por primera vez al arroyo en Brixton, quizá tomado del nombre de la granja, y sólo más tarde se extendió al resto de sus cauces. Un libro de 2016 del archivero del municipio de Lambeth apoya esta opinión, sugiriendo que otras etimologías son producto del anticuarismo del siglo XIX.

## Historia

### Antes delsigloXIX

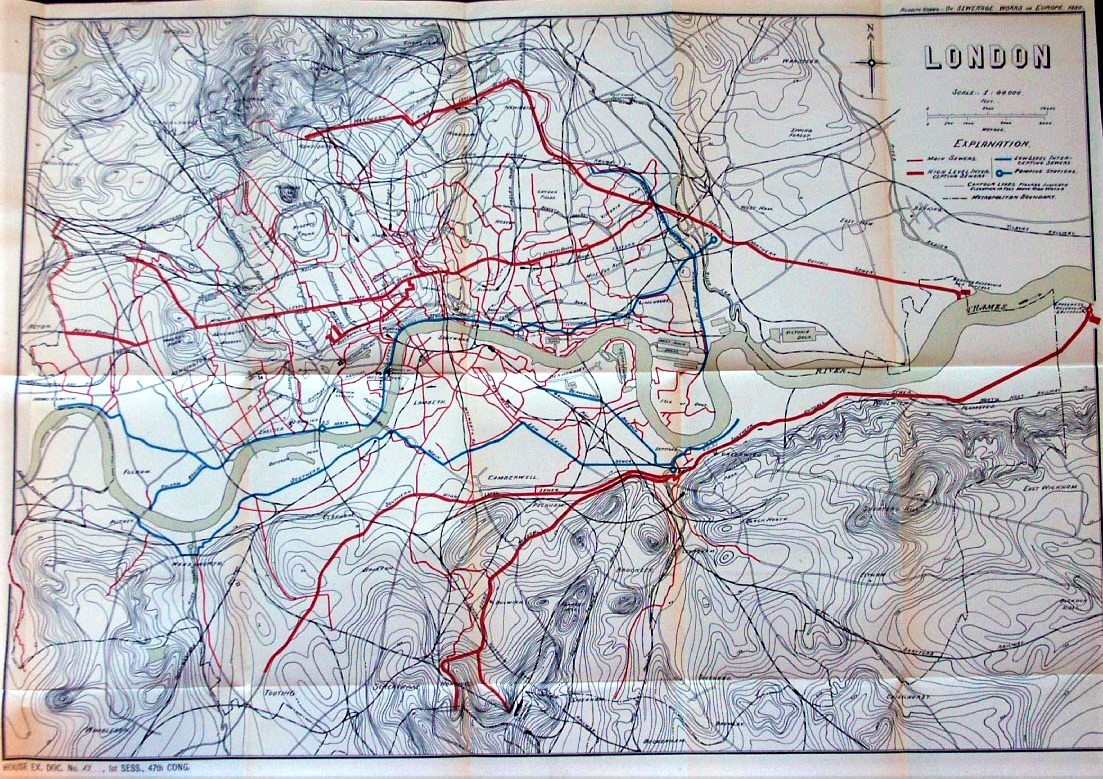
Mapa de alcantarillado de Hering en Europa de 1882 (extracto). Haga clic para ampliar el mapa y habilitar una ampliación variada. La cresta de Norwood Ridge se sitúa alrededor de la alcantarilla Effra Branch, desviándose hacia el este. La ruta del arroyo sustituido son dos alcantarillas laterales en parte para el alcantarillado lateral local, pero por lo demás para llevar el alcantarillado mixto desde la rama Effra y las alcantarillas de nivel alto y bajo del sur hasta el Tideway, que puede tardar semanas en fluir hacia el mar por completo, y así abrumadoramente hacia la superalcantarilla del Támesis Tideway Tunnel a partir de 2025.

La cuenca de drenaje del arroyo abarcaba unos 20 kilómetros cuadrados (8 millas cuadradas) del actual interior del sur de Londres. Históricamente, el Effra se alimentaba en parte de una línea de manantiales que surgían a entre 80 y 100 metros sobre el nivel del mar a lo largo de la cresta de 5 km del Great North Wood, donde una capa de gravas se superpone a la impermeable Arcilla de Londres. También había manantiales a un nivel más bajo en Dulwich; los distintos afluentes se reunían cerca de Brixton antes de desembocar en el Támesis.
La parte más baja del río se desvió ya en el siglo XIII, después de que los monjes del Priorato de Bermondsey llegaran a un acuerdo con los terratenientes vecinos para poner fin a los problemas de inundaciones. Antes de esa época, el curso del río desembocaba o bien en el pantano de Walworth, que tras desecarse se convirtió en Walworth Common, o bien en Earl's Sluice para llegar al Támesis. La parte baja y septentrional del río aparecía en el Britannia de Ogilby de 1675 como el "New River".
La parte alta y meridional del río era rural, pero se fue suburbanizando a medida que avanzaba el siglo XIX. El crítico de arte John Ruskin, que creció en Herne Hill, cerca de uno de los afluentes del Effra, describió "lo bien que me sentí en la zanja encantada de renacuajos de Croxted Lane", e hizo un primer boceto de un puente sobre él.
Hasta aproximadamente 1850, Brixton Road, donde discurría a lo largo del curso del arroyo, se conocía como "Washway", y el propio arroyo se llamaba a menudo "Wash". Por aquel entonces, el Effra estaba muy contaminado por los residuos domésticos, debido al creciente desarrollo a lo largo de su curso, y en 1821 ya estaba clasificado como alcantarilla abierta aguas abajo de North Brixton. Todavía se inundaba con frecuencia en caso de fuertes lluvias, y los residentes de Brixton Road y South Lambeth se quejaban repetidamente de que sus casas se inundaban. En 1847, los comisionados de la Surrey and East Kent Sewers, bajo la dirección del topógrafo Joseph Gwilt, llevaron a cabo obras de "arqueamiento" (alcantarillado) del Effra hasta aguas arriba de Herne Hill.

### Revolución postindustrial
Cuando se construyó el sistema de alcantarillado de Londres a mediados del siglo XIX, su diseñador, Sir Joseph Bazalgette, incorporó los caudales del Effra a la mitad sur del sistema. La construcción del Effra Branch Sewer, de unos 3 millas (5 km), costó 19.400 libras esterlinas, recibió todo lo que el Effra podía soportar con seguridad, salvo el desagüe de Brixton, y va desde Dulwich y Norwood hasta el Southern High Level Interceptor Sewer, en Croxted Lane. Este a su vez continúa hacia el este desde Herne Hill bajo Peckham y New Cross hasta Deptford. Aquí se une a su homólogo de bajo nivel, que recoge el efluente no desbordado de la antigua depresión convertida en alcantarilla en Vauxhall (encauzado a través de Kennington y Burgess Park hasta Deptford); las dos ramas se fusionan para formar el Southern Outfall Sewer que, de forma similar, drena Greenwich y Woolwich para su tratamiento en las obras de Crossness.
A medida que la cuenca de drenaje se urbanizaba, la mayoría de las cabeceras visibles se incorporaron a soluciones locales de aguas superficiales o a las sucesoras del alcantarillado mixto Effra. Algunos permanecieron abiertos y marcados en los mapas del Ordnance Survey hasta finales del siglo XIX. Se puede ver un flujo local moderadamente sucio a través de una rejilla de desagüe en la cripta de la iglesia de San Lucas, West Norwood.

## Curso

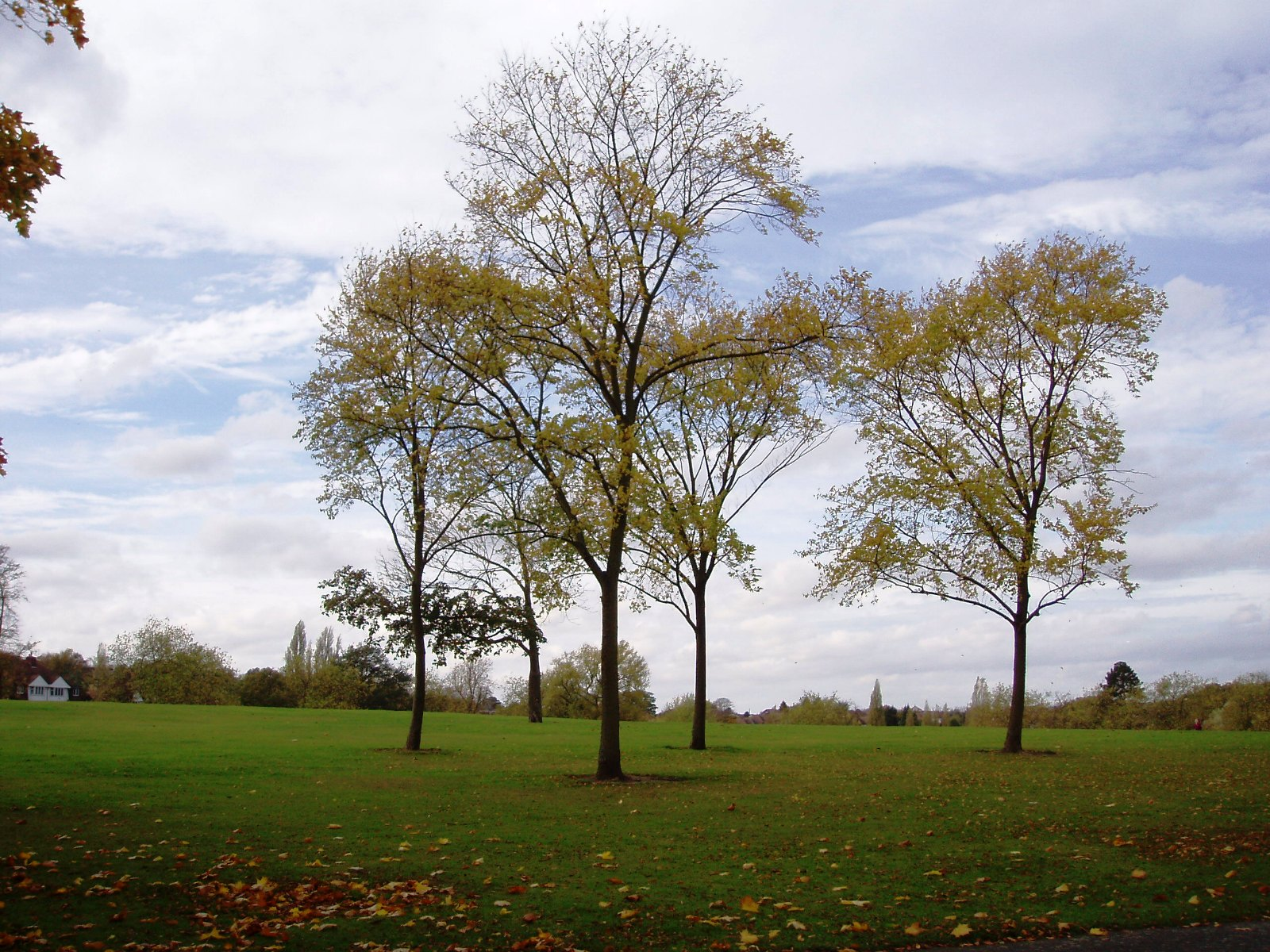
El Upper Norwood Recreation Ground, fuente del principal afluente del Effra.

El Effra se alimentaba de toda el agua que caía en el interior y el norte de la amplísima Norwood Ridge. Gran parte de esta agua confluía al sureste de Brixton, y el resto en el límite de Camberwell y Peckham para desembocar en un ambiguo distribuitario en Southwark.
El ramal principal nacía cerca de Harold Road, en Upper Norwood Recreation Ground, y fluía a través de West Norwood. Donde Norwood High Street se une en la fuente con la A215 para formar Norwood Road, se le unía un arroyo procedente del barrio de Knights Hill.
Una segunda rama nacía al sur de Gipsy Hill y se adentraba en West Dulwich a través de Croxted Road, después de fluir desde cerca de la posada Westow House, en Westow Hill. Más allá del pub Paxton, frente al final de Gipsy Hill, la alcantarilla del ramal de Effra drena Hamilton Road, forma la línea del jardín trasero de Croxted Road y se une al otro afluente en South Circular Road, donde ahora forma las alcantarillas de Croxted Road, Dulwich Road, Dalberg Road, Effra Road, Electric Lane y Brixton Road.
Hacia el este, a lo largo de la cuenca, surgían manantiales en Dulwich Wood, que fluían a través de Belair Park y por debajo de North Dulwich hasta Herne Hill. Aún más al este, un afluente llamado Ambrook nacía de manantiales en Sydenham Hill Wood y Peckarmans Wood, fluyendo hacia Herne Hill a través del actual Dulwich Park, donde es visible su canal, el cual posee un gran jardín. El afluente más largo y oriental discurría desde Eliot Bank y Horniman Park, en Forest Hill, hasta Herne Hill. El mapa de Rocque de 1746 denominaba "Island Green" a estas confluencias en torno a la estación de ferrocarril de Herne Hill. Estos afluentes ya no son visibles en la superficie, salvo el Ambrook, que todavía fluye estacionalmente en el bosque de Sydenham Hill.
El Effra fluía generalmente en dirección NNO hasta que alcanzaba sus canales inferiores separados (distribuitarios), al norte de Brixton. En este punto, uno de los principales giraba hacia el noreste y luego hacia el este, atravesando los terrenos del Priorato de Bermondsey. Otros alimentaban los pantanos de Lambeth y posiblemente los de Walworth, y es posible que se unieran a Earl's Sluice, que entraba en el Támesis en el muelle de Deptford. Tras desviarse en el siglo XIII, discurría directamente hacia el oeste desde Kennington para unirse al Támesis en Vauxhall.

## Folclore

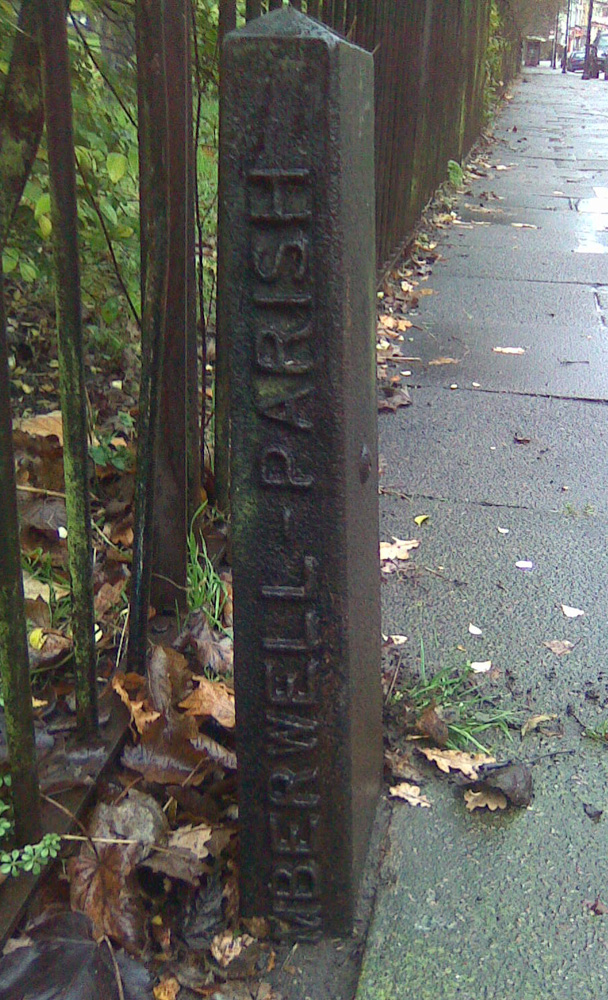
Hito de la parroquia de Camberwell en el curso del Effra en Gipsy Hill, donde se redescubrió el curso de agua en la década de 1920.

Una historia local habla de un ataúd encontrado flotando por el Támesis en la época victoriana, que fue rastreado hasta el cementerio de West Norwood. El personal del cementerio se quedó perplejo al comprobar que la parcela de la que procedía el ataúd estaba intacta. Las investigaciones posteriores revelaron que el suelo bajo la tumba se había hundido y el ataúd entero había caído al río subterráneo Effra, flotando río abajo hasta Vauxhall y entrando en el Támesis. La canción Down in the Effra, del grupo folk británico The Effras, trata sobre este suceso.

## Inundaciones
Hasta 1935, una parte clave del alcantarillado mixto se inundaba durante las fuertes lluvias cada década aproximadamente; una inscripción en una lápida de piedra blanca en lo alto del lateral de un edificio en Elder Road, West Norwood menciona lo siguiente: "NIVEL DE INUNDACIÓN 17 de julio de 1890".
El 14 de junio de 1914, tras una tormenta de tres horas de duración, este tramo volvió a desbordarse e inundó las casas a su paso desde Elder Road hasta Chestnut Road; los vecinos evacuaron sus hogares dañados durante varios días. Nuevas inundaciones en la década de 1920 obligaron a ampliar el ramal de Effra. Esto fue suficiente hasta que un número muy reducido de casas se inundaron durante los fuertes aguaceros del 20 de julio de 2007.

## CampañaUnearthing the Effra
En 1992, un proyecto del grupo artístico londinense Platform desencadenó una campaña local para desenterrar el río. El proyectoUnearthing the Effra (Desenterrar el Effra) se basaba en un simulacro de Agencia de Reurbanización del Effra, que incluía una oficina pública. El proyecto obtuvo publicidad en periódicos y emisoras de radio locales antes de que los periodistas se percataran de que el grupo se había dispersado, siendo todo un montaje realizado en nombre del arte.

## Miscelánea
- Mencionado en "Hellblazer 238" de John Constantine como una puerta al "Londres de las sombras".